# Colpotrochia triclistor
Colpotrochia triclistor är en stekelart som först beskrevs av Aubert 1979.  Colpotrochia triclistor ingår i släktet Colpotrochia och familjen brokparasitsteklar. Inga underarter finns listade i Catalogue of Life.